# إسما كانون
إسما كانون (بالإنجليزية: Esma Cannon)‏ هي ممثلة أسترالية، ولدت في 27 ديسمبر 1905 في رندويك ‏ في أستراليا، وتوفيت في 18 أكتوبر 1972 في Saint-Benoît-la-Forêt ‏ في فرنسا.

## أعمال

### أفلام
- ذا اسباي إن بلاك

## وصلات خارجية
- إسما كانون على موقع IMDb (الإنجليزية)
- إسما كانون على موقع ألو سيني (الفرنسية)
- إسما كانون على موقع أول موفي (الإنجليزية)
- إسما كانون على موقع قاعدة بيانات الأفلام السويدية (السويدية)
- إسما كانون على موقع قاعدة بيانات الفيلم (الإنجليزية)
- إسما كانون على موقع كينوبويسك (الروسية)